# A.E.I.O.U. (略語)

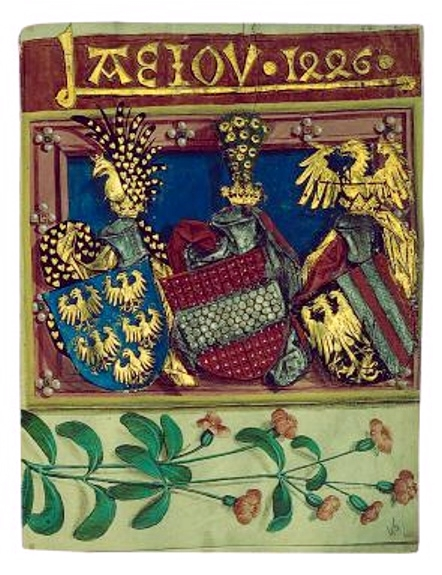
1446年のフリードリヒ3世の記録に施された彩飾

A.E.I.O.U.は、ハプスブルク家の神聖ローマ皇帝フリードリヒ3世（1415年 - 1493年）が好んで用いた略語句。彼は建設したウィーナー・ノイシュタット城やグラーツ大聖堂などの建築物や自身の食器などあらゆるものにこの文字列を刻んだ。1751年にウィーナー・ノイシュタットのテレジア軍学校の標語として採用され、現在まで用いられている。 

## 解釈

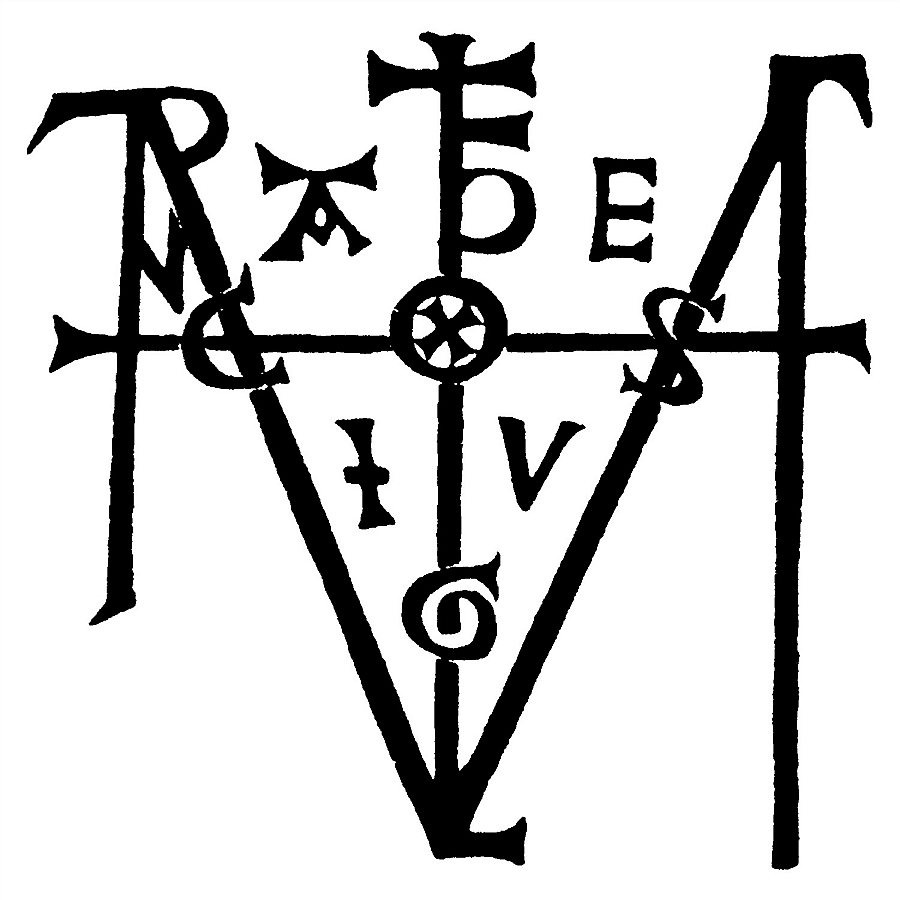
フリードリヒ3世が用いた、A.E.I.O.U.のモノグラムの図版

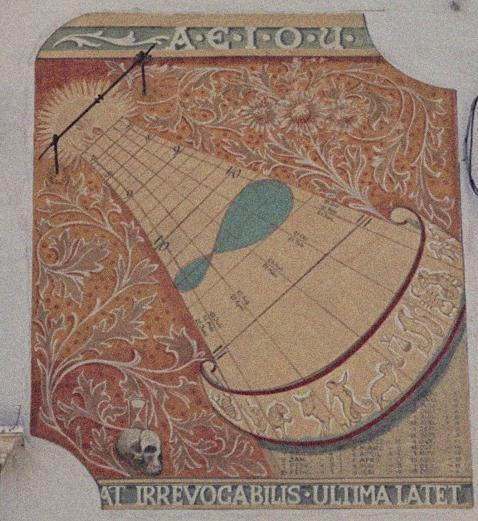
メラーノ（現イタリア）にある日時計。A.E.I.O.U.が刻まれている。

フリードリヒ3世は、1440年にローマ王に選出される以前からこの標語を用いている。その意味を彼はほとんど説明しなかったが、死の直前に"全世界はオーストリアに属する"（ドイツ語: Alles Erdreich ist Österreich untertan）の略であると述べている。
他にもA.E.I.O.U.の解釈について様々な案が提示されている。例として、以下のようなラテン語の文例が論じられている。
- Austria est imperio optime unita ("オーストリアは帝国によって最高に統合されている").
- Austria erit in orbe ultima ("オーストリアは世界で最後に生き残るだろう").
- Austriae est imperare orbi universo ("全世界を統べるのがオーストリアの使命である").

現代に至るまでに、実に300ものドイツ語もしくはラテン語による解釈が提案されてきた。そのほとんどは、オーストリアもしくはハプスブルク家を讃える標語となっている。